# Йозгат
Йозга́т (тур. Yozgat) — місто й район у центральній Туреччині, адміністративний центр провінції Йозгат. Станом на 2011 рік у місті проживало 76 745 чоловік та 96 350 чоловік у районі. Площа району становить 2 054 км².
Місто є важливим транспортним вузлом. У місті розташований завод вибухових речовин, пивоварний завод, млини. Біля міста розташовані видобутки свинцю і марганцевої руди.

## Клімат
| Клімат (1960-2012)                                 | Клімат (1960-2012) | Клімат (1960-2012) | Клімат (1960-2012) | Клімат (1960-2012) | Клімат (1960-2012) | Клімат (1960-2012) | Клімат (1960-2012) | Клімат (1960-2012) | Клімат (1960-2012) | Клімат (1960-2012) | Клімат (1960-2012) | Клімат (1960-2012) | Клімат (1960-2012) |
| Показник                                           | Січ.               | Лют.               | Бер.               | Квіт.              | Трав.              | Черв.              | Лип.               | Серп.              | Вер.               | Жовт.              | Лист.              | Груд.              |                    |
| Середній максимум, °C                              | 2,2                | 3,5                | 8,1                | 13,8               | 18,6               | 22,6               | 26,1               | 26,3               | 22,7               | 16,9               | 10,2               | 4,5                |                    |
| Середня температура, °C                            | −1,9               | −1                 | 2,9                | 8,3                | 13,0               | 16,8               | 19,7               | 19,6               | 15,5               | 10,3               | 4,6                | 0,5                |                    |
| Середній мінімум, °C                               | −5,4               | −4,7               | −1,4               | 3,3                | 7,2                | 10,4               | 12,9               | 13,0               | 9,4                | 5,4                | 0,6                | −2,7               |                    |
| Середня кількість сонячних годин на місяць         | 93                 | 112                | 164,3              | 192                | 254,2              | 303                | 344,1              | 337,9              | 270                | 204,6              | 138                | 93                 |                    |
| Норма опадів, мм                                   | 69.0               | 64.5               | 64.5               | 67.0               | 62.7               | 41.7               | 13.3               | 8.9                | 18.1               | 38.5               | 60.1               | 81.1               |                    |
| Днів з дощем                                       | 13,3               | 13,1               | 13,3               | 14,2               | 14,0               | 9,2                | 4,0                | 3,3                | 4,8                | 8,3                | 10,0               | 13,3               |                    |
| -------------------------------------------------- | ------------------ | ------------------ | ------------------ | ------------------ | ------------------ | ------------------ | ------------------ | ------------------ | ------------------ | ------------------ | ------------------ | ------------------ | ------------------ |
| Джерело: Devlet Meteoroloji İşleri Genel Müdürlüğü |                    |                    |                    |                    |                    |                    |                    |                    |                    |                    |                    |                    |                    |

## Уродженці
- Гюльтен Акин (1933—2015) — турецька поетеса.

## Міста-побратими
- Ош (Киргизстан)